# Тілопо жовтоголовий
Тілопо жовтоголовий (Ptilinopus layardi) — вид голубоподібних птахів родини голубових (Columbidae). Ендемік Фіджі. Його найближчим родичем є строкатий тілопо.

## Опис
Довжина птаха становить 20 см. Самці мають переважно зелене забарвлення, голова у них жовтувата, живіт білуватий, нижні покривні пера хвоста жовті. Самиці повністю зелені. Голос жовтоголових тілопо — висхідний м'який свист, який закінчується тихим писком.

## Поширення і екологія
Жовтоголові тілопо мешкають на островах Кадаву і Оно в групі островів Кадаву на півдні Фіджі. Вони живуть у вологих рівнинних тропічних лісах і садах. Живляться плодами. В кладці одне яйце.

## Збереження
МСОП класифікує стан збереження цього виду як близький до загрозливого. За оцінками дослідників, популяція жовтоголових тілопо становить юлизько 10000 птахів. Їм загрожує знищення природного середовища.